# Taiaroa tauhou
Taiaroa tauhou Bayer & Muzik, 1976 è una gorgonia dell'ordine Alcyonacea. È l'unica specie del genere Taiaroa, della famiglia monospecifica Taiaroidae e del sottordine Protoalcyonaria..
La specie è stata descritta per la prima volta dagli zoologi marini Frederick M. Bayer e Katherine Margaret Muzik nel 1976. Il nome scientifico deriva da "Taiaroa", il canyon sottomarino al largo della Nuova Zelanda dove sono stati pescati i primi esemplari e "tauhou", la parola Maori per "strano".

## Descrizione
La T. tauhou ha un lungo corpo cilindrico, fissato al substrato da numerosi filamenti attaccati alla base. I filamenti che fissano il polipo al substrato sono abitualmente incrostati di sedimenti. La parete del corpo è opaca e di colore beige.
L'antocodio, la parte superiore del polipo che porta gli otto tentacoli dotati di pinnule e la bocca, può essere completamente ritratto all'interno dell'antostilo, la parte rigida e inferiore del polipo. L'antostilo è rinforzato da scleriti calcarei a forma di fuso e presenta otto creste longitudinali. Per le sue dimensioni, ricopre più della metà della lunghezza del polipo. L'individuo di T. tauhou più grande esaminato aveva una lunghezza totale di 36,5 mm e un diametro massimo di 6,5 mm. L'antocodio retrattile di questo esemplare misurava 14,5 mm.

## Biologia
Si tratta di una gorgonia solitaria che si riproduce esclusivamente attraverso la riproduzione sessuata. È stata avanzata l'ipotesi che possa essere ermafrodita, poiché un individuo esaminato conteneva sia ovuli che organi che producono sperma, ma altri individui raccolti nella stessa occasione contenevano solo ovuli o erano esclusivamente maschili. Non è chiaro se le gonadi dell'individuo bisessuale fossero attaccate alla parete del corpo. Può darsi che i maschi liberino gli spermatozoi che vengono ingeriti dalle femmine, con conseguente fecondazione interna, e questo significherebbe che gli animali non sono affatto ermafroditi.

## Tassonomia
Nel 1973, una nuova specie di ottocorallo solitario venne dragata dal fondale marino al largo della penisola di Otago, in Nuova Zelanda, ad una profondità di 720 metri. Il biologo marino Cadet Hand che esaminò questo esemplare allora anomalo, assieme al biologo marino Frederick Bayer, gli diede il nome di Taiaroa tauhou.
Nel 1976, il sottordine Protoalcyonaria venne ristabilito per accogliere questa nuova specie e altri esemplari che erano stati scoperti. Questo taxon di alto livello era stato creato da Sydney Hickson nel 1894 per raggruppare ottocoralli non coloniali. Allora planava il dubbio se questi esemplari fossero realmente solitari o se fossero invece solo delle forme giovanili di specie coloniali. Protoalcyonaria divenne quindi rapidamente ridondante e i generi ivi inclusi vennero tutti trasferiti verso altri taxa.